# Gierszowice
Gierszowice, niem. Giersdorf – wieś w Polsce położona w województwie opolskim, w powiecie brzeskim, w gminie Olszanka.

## Zabytki
Do wojewódzkiego rejestru zabytków wpisane są:
- kościół fil. pw. MB Szkaplerznej, gotycki, wzmiankowany w 1376 r., pochodzący z ok. 1300 r., wieża z 1503 r.
- zagroda nr 18, z poł. XIX w., XIX/XX w.:
  - dom
  - spichrz
- dom nr 22, z połowy XIX w.

## Szlaki turystyczne
- Brzeg - Krzyżowice - Gierszowice - Olszanka - Pogorzela - Jasiona - Michałów - Lipowa - Przylesie Dolne - Grodków